# Funció executiva
Les funcions executives (denominades col·lectivament funció executiva i control cognitiu) són un conjunt de processos cognitius necessaris per al control cognitiu de la conducta: seleccionar i controlar amb èxit les conductes que facilitin l'assoliment d'objectius escollits. Les funcions executives inclouen processos cognitius bàsics com el control atencional, la inhibició cognitiva, el control inhibitori, la memòria de treball i la flexibilitat cognitiva. Les funcions executives d'ordre superior requereixen l'ús simultani de múltiples funcions executives bàsiques i inclouen la planificació i la intel·ligència fluida (per exemple, raonament i resolució de problemes).
Les funcions executives es desenvolupen gradualment i canvien al llarg de la vida d'un individu, fet que permet millorar-les. De la mateixa manera, aquests processos cognitius poden veure's afectats negativament per diversos esdeveniments que afecten un individu. Tant les proves neuropsicològiques (per exemple, el test d'Stroop) com les escales de qualificació (per exemple, el Behavior Rating Inventory of Executive Function) s'utilitzen per mesurar les funcions executives. Generalment es realitzen com a part d'una avaluació més completa per diagnosticar trastorns neurològics i psiquiàtrics.
El control cognitiu i el control d'estímuls, que s'associa a un condicionament operant i clàssic, representen processos oposats (interns i externs o ambientals, respectivament) que competeixen pel control de les conductes suscitades per un individu; en particular, el control inhibitori és necessari per superar les respostes conductuals impulsades per l'estímul (control d'estímul de la conducta). L'escorça prefrontal és necessària però insuficient per a les funcions executives; per exemple, el nucli caudat i el nucli subthalàmic també tenen un paper en la mediació del control inhibitori.
El control cognitiu es veu deteriorat en addiccions, trastorn per dèficit d'atenció amb hiperactivitat, autisme, i diversos trastorns del sistema nerviós central. Les respostes conductuals impulsades pels estímuls que s'associen a un estímul gratificant particular solen dominar la conducta en una addicció.

## Neuroanatomia
Històricament s'ha pensat que les funcions executives estaven regulades per les regions prefrontals dels lòbuls frontals, però encara és una qüestió de debat en curs si realment és així. Tot i que els articles sobre lesions del lòbul prefrontal refereixen habitualment alteracions de les funcions executives i viceversa, una revisió va trobar indicis per a la sensibilitat, però no per a l'especificitat de les mesures de funció executiva al funcionament del lòbul frontal. Això significa que regions del còrtex frontal i no frontal són necessàries per a mantenir les funcions executives intactes. Probablement els lòbuls frontals participen en totes les funcions executives, però no són l'única estructura cerebral implicada.
Els estudis de neuroimatge i de lesions han identificat les funcions que s'associen més sovint a regions concretes de l'escorça prefrontal i les àrees associades.
- L'escorça prefrontal dorsolateral està relacionada amb el processament d'informació “en línia”, com ara la integració de diferents dimensions de la cognició i la conducta.[11] Com a tal, s'ha trobat que aquesta àrea s'associa a la fluïdesa verbal i visual, la flexibilitat cognitiva, la planificació, la inhibició de la resposta, la memòria de treball, les habilitats organitzatives, el raonament, la resolució de problemes i el pensament abstracte.[5][12]

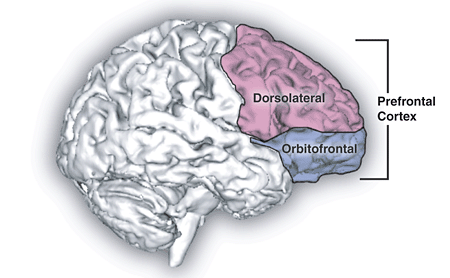
Vista lateral del cervell, il·lustrant el còrtex prefrontal dorsolateral i orbitofrontal

- El còrtex cingulat anterior està implicat en impulsos emocionals, experiència i integració.[11] Les funcions cognitives associades inclouen la inhibició de respostes inapropiades, la presa de decisions i conductes motivades. Les lesions en aquesta àrea poden conduir a estats apagats com apatia, abúlia o mutisme acinètic, poques ganes per dur a terme necessitats bàsiques com menjar o beure, i també desinterès per activitats socials o professionals i pel sexe.[13]
- L'escorça orbitofrontal té un paper fonamental en el control d'impulsos, el manteniment del conjunt, la vigilància de la conducta en curs i els comportaments socialment adequats. L'escorça orbitofrontal també té un paper en representar el valor de les recompenses basades en estímuls sensorials i en l'avaluació d'experiències emocionals subjectives.[14] Les lesions poden provocar desinhibició, impulsivitat, esclats agressius, promiscuïtat sexual i conductes antisocials.[5]

A més, en la seva revisió, Alvarez i Emory afirmen que: "Els lòbuls frontals tenen múltiples connexions a zones corticals, subcorticals i del tronc encefàlic. La base de funcions cognitives de “nivell superior” com ara la inhibició, la flexibilitat del pensament, la resolució de problemes, la planificació, el control d'impulsos, la formació de conceptes, el pensament abstracte i la creativitat sovint es deriven de formes de cognició i conducta molt més senzilles i de nivell inferior. Per tant, el concepte de funció executiva ha de ser prou ampli per incloure estructures anatòmiques que representin una part diversa i difusa del sistema nerviós central."
El cerebel també sembla estar implicat en la mediació de determinades funcions executives.

## Paper hipotètic
Es creu que el sistema executiu està involucrat estretament en la gestió de situacions noves fora del domini d'alguns dels nostres processos psicològics "automàtics" que es podrien explicar mitjançant la reproducció d'esquemes apresos o conductes definides. Segons Norman i Shallice hi ha cinc tipus de situacions en les quals l'activació rutinària de la conducta no seria suficient per a un rendiment òptim:
1. Les que impliquen planificació o presa de decisions
2. Les que impliquen correcció d'errors o resolució de problemes
3. Situacions en què les respostes no són ben assajades o contenen seqüències noves d'accions
4. Situacions perilloses o tècnicament difícils
5. Situacions que requereixen superar una resposta habitual forta o resistir la temptació.

Una resposta prepotent és una resposta per a la qual es disposa d'un reforç immediat (positiu o negatiu) o prèviament associat a aquesta resposta.
Sovint es recórrer a les funcions executives quan cal substituir les respostes prepotents que d'una altra manera es generarien automàticament davant d'estímuls del medi extern. Per exemple, quan se li presenta un estímul potencialment gratificant, com un gustós pastís de xocolata, una persona pot tenir la resposta automàtica de menjar-se'l. Tanmateix, quan aquesta conducta entra en conflicte amb els plans interns (com per exemple, haver decidit no menjar pastís de xocolata degut a una dieta), s'implicarien les funcions executives per inhibir aquesta resposta.
Tot i que la supressió d'aquestes respostes prepotents es considera habitualment adaptativa, els problemes per al desenvolupament individual i cultural sorgeixen quan els sentiments d'allò correcte i incorrecte són anul·lats per les expectatives culturals o quan els impulsos creatius són anul·lats per les inhibicions executives.

## Perspectiva històrica
Tot i que la investigació sobre les funcions executives i la seva base neuronal han augmentat notablement en els darrers anys, el marc teòric en què se situa no és nou. El desenvolupament de la tecnologia de guerra durant la Segona Guerra Mundial va fer necessària una major comprensió del rendiment humà i trobar la millor manera d'entrenar els soldats per utilitzar les noves tecnologies, i com tractar els assumptes d'atenció mentre es trobava sota coacció es va convertir en una necessitat militar que el conductisme no proporcionava, i el treball del psicòleg britànic Donald Broadbent, integrant conceptes de la investigació del rendiment humà i la teoria de la informació recentment desenvolupada, el que va forjar el camí en aquesta àrea, que va distingir entre processos "automàtics" i "controlats" (distinció detallada més a fons per Shiffrin i Schneider el 1977), i va introduir la noció d'atenció selectiva, a la qual les funcions executives estan estretament lligades. El 1975, el psicòleg nord-americà Michael Posner va emprar el terme "control cognitiu" en el seu capítol de llibre titulat "Atenció i control cognitiu".
El treball d'investigadors influents com Michael Posner, Joaquín M. Fuster, Tim Shallice i els seus col·legues a la dècada de 1980 (i posteriorment Trevor Robbins, Bob Knight, Don Stuss i altres) van constituir gran part de les bases per a recents investigacions sobre funcions executives. Per exemple, Posner va proposar que hi ha una branca "executiva" separada del sistema atencional, que s'encarrega de centrar l'atenció en aspectes seleccionats de l'entorn. El neuropsicòleg britànic Tim Shallice va suggerir de manera similar que l'atenció està regulada per un "sistema de supervisió", que pot substituir les respostes automàtiques en favor de la conducta programada sobre la base de plans o intencions. Al llarg d'aquest període, es va consensuar que aquest sistema de control es troba allotjat a la porció més anterior del cervell, la còrtex prefrontal (CPF).
El psicòleg Alan Baddeley havia proposat un sistema similar com a part del seu model de memòria de treball i va argumentar que hi ha d'haver un component (que va anomenar "executiu central") que permeti manipular la informació a la memòria a curt termini (per exemple, durant el càlcul mental).

## Desenvolupament
Les funcions executives es troben entre les últimes funcions mentals en arribar a la maduresa. Això es deu a la maduració tardana de l'escorça prefrontal, que no es mielinitza completament fins a la tercera dècada de vida d'una persona. El desenvolupament de funcions executives acostuma a produir-se en brots, quan apareixen noves habilitats, estratègies i formes de consciència. Es creu que aquests brots reflecteixen esdeveniments maduratius a les zones frontals del cervell. El control atencional apareix a la primera infància i es desenvolupa ràpidament al llarg de la infantesa. La flexibilitat cognitiva, la definició d'objectius i el processament de la informació solen desenvolupar-se ràpidament entre els 7 i els 9 anys i madurar fins als 12 anys. El control executiu normalment sorgeix poc després d'un període de transició a l'inici de l'adolescència. Encara no és clar si hi ha una única seqüència d'etapes en què apareixen les funcions executives, o si diferents entorns i experiències de vida primerenques poden portar a les persones a desenvolupar-les en diferents seqüències.

### Primera infància
El control inhibitori i la memòria de treball actuen com a funcions executives bàsiques que permeten desenvolupar funcions executives més complexes com la resolució de problemes. El control inhibitori i la memòria de treball són una de les primeres funcions executives que apareixen, i se n'han observat signes inicials en nadons de 7 a 12 mesos. Més endavant, en els anys preescolar, els nens mostren un salt en el rendiment en tasques d'inhibició i memòria de treball, normalment dels 3 als 5 anys. També durant aquest període, comencen a desenvolupar-se la flexibilitat cognitiva, la conducta dirigida als objectius i la planificació. No obstant això, els nens en edat preescolar no tenen les funcions executives plenament madures i continuen cometent errors relacionats amb aquestes habilitats emergents - sovint no a causa de l'absència de les habilitats, sinó perquè no saben quan i com utilitzar estratègies concretes en contextos concrets.

### Preadolescència
Els nens preadolescents continuen presentant certs brots de creixement en funcions executives, cosa que suggereix que aquest desenvolupament no es produeix necessàriament de forma lineal, a més de la maduració preliminar de funcions concretes. Durant la preadolescència, els nens presenten majors augments en memòria de treball; conductes dirigides a objectius (amb un salt potencial al voltant dels 12 anys); inhibició de la resposta i atenció selectiva; i habilitats de planificació i organització. A més, entre els 8 i els 10 anys, la flexibilitat cognitiva en particular comença a coincidir amb els nivells d'adults. Tanmateix, de forma similar als patrons de desenvolupament infantil, el funcionament executiu en preadolescents és limitat perquè no apliquen de forma fiable aquestes funcions executives en diversos contextos com a resultat del desenvolupament continu del control inhibitori.

### Adolescència
Moltes funcions executives poden començar a la infància i la preadolescència, com el control inhibitori. No obstant això, és durant l'adolescència quan els diferents sistemes cerebrals s'integren millor. En aquest moment, els joves implementen funcions executives, com el control inhibitori, de manera més eficient i eficaç i van millorant durant tot aquest període. De la mateixa manera que el control inhibitori sorgeix a la infància i millora amb el pas del temps, la planificació i la conducta dirigida a objectius també presenta un llarg període de creixement continuat, en aquest cas durant l'adolescència. De la mateixa manera, funcions com el control atencional, amb un salt potencial als 15 anys, juntament amb la memòria de treball, continuen desenvolupant-se en aquesta fase.

### Edat adulta
El principal canvi que es produeix al cervell a l'edat adulta és la mielinització constant de les neurones a l'escorça prefrontal. Entre els 20 i els 29 anys, les habilitats de funcionament executiu estan en el seu punt àlgid, cosa que permet que persones d'aquesta edat participin en algunes de les tasques mentals més difícils. Aquestes habilitats comencen a disminuir a l'edat adulta posterior. La memòria de treball i l'abast espacial són les àrees on es nota més clarament la disminució. La flexibilitat cognitiva, però, té un inici de deteriorament tardà i no sol començar a disminuir fins als 70 anys en els adults sans. S'ha trobat que el deteriorament del funcionament executiu és el millor predictor del declivi funcional en la gent gran.

## Models

### Control inhibidor de dalt a baix
A part dels mecanismes de control facilitadors o amplificatoris, molts autors han defensat mecanismes inhibitoris en el domini del control de la resposta, la memòria, l'atenció selectiva, la teoria de la ment, la regulació de les emocions, i també en les emocions socials com l'empatia. Una revisió recent sobre aquest tema argumenta que la inhibició activa és un concepte vàlid en alguns dominis del control psicològic/cognitiu.

### Model de la memòria de treball
Un model influent és el model multicomponent de la memòria de treball de Baddeley, que es compon d'un sistema executiu central que regula altres tres subsistemes: el bucle fonològic, que manté la informació verbal; l'agenda viso-espacial, que manté informació visual i espacial; i el més recentment desenvolupat buffer episòdic, que integra memòria a curt termini i a llarg termini, contenint i manipulant una quantitat limitada d'informació de diversos dominis en episodis seqüenciats temporalment i espacialment.

### Sistema atencional supervisor (SAS)
Un altre model conceptual és el sistema atencional supervisor (SAS). En aquest model, la programació de contencions és el procés on els esquemes ben establerts d'un individu responen automàticament a situacions rutinàries mentre s'utilitzen funcions executives quan s'enfronten a situacions noves. En aquestes noves situacions, el control atencional serà un element crucial per ajudar a generar un nou esquema, implementar-lo i després avaluar-ne la precisió.

### Model d'autoregulació
Russell Barkley va proposar un model molt conegut de funcionament executiu que es basa en l'autoregulació. Principalment derivat del treball que examina la inhibició de la conducta, considera que les funcions executives es componen de quatre habilitats principals. Un dels elements és la memòria de treball que permet a les persones resistir a la informació que interfereix. Un segon component és la gestió de respostes emocionals per tal d'aconseguir conductes dirigides a objectius. En tercer lloc, la internalització de la parla autodirigida s'utilitza per controlar i sostenir una conducta regida per normes i per generar plans de resolució de problemes. Finalment, s'analitza informació i es sintetitza en noves respostes de conducta per assolir els objectius. Canviar la resposta conductual per assolir un nou objectiu o modificar un objectiu és una habilitat de més nivell que requereix una fusió de funcions executives, inclosa l'autoregulació, i l'accés a coneixements i experiències prèvies.
Segons aquest model, el sistema executiu del cervell humà proveeix l'organització transversal de la conducta cap als objectius i el futur, i coordina accions i estratègies per a tasques quotidianes dirigides a objectius. Essencialment, aquest sistema permet als humans autoregular la seva conducta de manera que es mantingui l'acció i la resolució de problemes cap a objectius concrets i cap el futur en general. Així, els dèficits de funció executiva suposen seriosos problemes per a la capacitat d'una persona d'autoregular-se al llarg del temps de cara a assolir els seus objectius i anticipar-se i preparar-se per al futur.

### Model de resolució de problemes
Un altre model de funcions executives és en el marc de la resolució de problemes, on es considera que les funcions executives són un macroconstructe compost per subfuncions que treballen en diferents fases per (a) representar un problema, (b) planificar una solució seleccionant i ordenant estratègies, (c) mantenir les estratègies a la memòria a curt termini per tal de realitzar-les mitjançant determinades regles i, a continuació, (d) avaluar els resultats detectant i corregint errors.

### Model conceptual de Lezak
Un dels models conceptuals més estesos sobre funcions executives és el model de Lezak. Aquest marc proposa els quatre amplis dominis de la voluntat, la planificació, l'acció intencionada i el rendiment eficaç, com a treball conjunt per complir les necessitats de funcionament executiu global. Si bé aquest model pot apel·lar àmpliament a clínics i investigadors per ajudar a identificar i avaluar determinats components del funcionament executiu, manca d'una base teòrica distintiva i presenta relativament pocs intents de validació.

### Model de Miller i Cohen
El 2001, Earl Miller i Jonathan Cohen van publicar l'article "Una teoria integradora de la funció del còrtex prefrontal", en què argumentaven que el control cognitiu és la funció principal de l'escorça prefrontal (CPF), i que el control s'implementa augmentant el guany de neurones sensorials o motrius orientades a elements rellevants per a tasques o objectius del medi extern. En un paràgraf clau, argumenten:
"Assumim que el CPF compleix una funció específica en el control cognitiu: el manteniment actiu de patrons d'activitat que representen objectius i els mitjans per assolir-los. Aquests proporcionen senyals de biaix a tota la resta del cervell, afectant no només els processos visuals, sinó també d'altres modalitats sensorials, així com sistemes responsables de l'execució de la resposta, la recuperació de la memòria, l'avaluació emocional, etc. L'efecte global d'aquests senyals de biaix és guiar el flux d'activitat neuronal per vies que estableixen els mapatges adequats entre entrades, estats interns i sortides necessàries per realitzar una tasca determinada.
Miller i Cohen es basen explícitament en una teoria anterior de l'atenció visual que conceptualitza la percepció d'escenes visuals en termes de competència entre diverses representacions, com colors, individus o objectes. L'atenció visual selectiva actua "esbiaixant" aquesta competició a favor de determinades funcions o representacions seleccionades. Per exemple, imagineu-vos que esteu esperant en una estació de tren concorreguda un amic que porta un abric vermell. Podeu reduir selectivament el focus de l'atenció per cercar objectes vermells, amb l'esperança d'identificar el vostre amic. Desimone i Duncan defensen que el cervell ho aconsegueix augmentant selectivament el guany de neurones que responen al color vermell, de manera que és més probable que l'"output" d'aquestes neurones arribi a un estadi de processament de baixada i, com a conseqüència, orienti la conducta. Segons Miller i Cohen, aquest mecanisme d'atenció selectiva és en realitat només un cas especial de control cognitiu, un en el qual es produeix un biaix en el domini sensorial. Segons el model de Miller i Cohen, el CPF pot exercir control sobre les neurones d'entrada (sensorials) o de sortida (de resposta), així com sobre xarxes implicades en la memòria o l'emoció. El control cognitiu està mediat per la connectivitat recíproca del CPF amb els còrtexs sensorials i motrius i amb el sistema límbic. Dins del seu enfocament, per tant, el terme "control cognitiu" s'aplica a qualsevol situació en què s'utilitzi un senyal esbiaixat per promoure una resposta adequada a la tasca, i el control es converteix així en un component crucial d'una àmplia gamma de constructes psicològics com l'atenció selectiva, la supervisió d'errors, la presa de decisions, la inhibició de la memòria i la inhibició de la resposta.

### Model de Miyake i Friedman
La teoria de les funcions executives de Miyake i Friedman proposa que hi ha tres aspectes de les funcions executives: actualització, inhibició i canvi. Una pedra angular d'aquest marc teòric és la comprensió que les diferències individuals en les funcions executives reflecteixen tant la unitat (és a dir, habilitats comunes de les funcions executives) com la diversitat de cada component (per exemple, específica del canvi). Dit d'una altra manera, es relacionen aspectes d'actualització, inhibició i canvi, tot i que cada una continua sent una entitat diferent. En primer lloc, l'actualització es defineix com el control continu i la suma o resta ràpida de continguts de la memòria de treball. En segon lloc, la inhibició és la capacitat de substituir les respostes prepotents en una situació determinada. En tercer lloc, el canvi és la flexibilitat cognitiva per canviar entre tasques o estats mentals diferents.
Miyake i Friedman també suggereixen que el cos actual de recerca en funcions executives suggereix quatre conclusions generals sobre aquestes habilitats. La primera conclusió són els aspectes d'unitat i diversitat de les funcions executives. En segon lloc, estudis recents suggereixen que gran part de les habilitats de les funcions executives s'hereten genèticament, com es demostra en estudis amb bessons. En tercer lloc, mesures de funcions executives poden diferenciar entre conductes normals i clíniques, com ara el TDAH. Per acabar, estudis longitudinals demostren que les habilitats de funcions executives són relativament estables al llarg del desenvolupament.

### Model de "cascada de control" de Banich
Aquest model del 2009 integra teories d'altres models i implica una cascada seqüencial de regions cerebrals implicades en el manteniment de conjunts atencionals per arribar a un objectiu. En la seqüència, el model assumeix la participació de l'escorça prefrontal dorsolateral posterior i medial, i la cingulada anterior dorsal anterior i posterior.
La tasca cognitiva que s'utilitza a l'article és seleccionar una resposta a la tasca Stroop, entre les respostes en conflicte de colors i paraules, concretament un estímul on la paraula “verd” està impresa amb tinta vermella. L'escorça prefrontal dorsolateral posterior crea un conjunt atencional adequat, o regles perquè el cervell compleixi l'objectiu actual. Per a la tasca Stroop, es tracta d'activar les àrees del cervell implicades en la percepció del color, i no les implicades en la comprensió de paraules. Contraresta els prejudicis i la informació irrellevant, com el fet que la percepció semàntica de la paraula és més important per a la majoria de la gent que el color en què està imprès.
A continuació, l'escorça prefrontal medial selecciona la representació que complirà l'objectiu. La informació rellevant per a la tasca s'ha de separar de les altres fonts d'informació. A l'exemple, això vol dir centrar-se en el color de la tinta i no en la paraula.
El còrtex cingulat anterior dorsal posterior és el següent a la cascada, i és responsable de la selecció de resposta. És aquí on es pren la decisió de si el participant de la tasca Stroop dirà "verd" (la paraula escrita i la resposta incorrecta) o "vermell" (el color de la lletra i la resposta correcta).
Després de la resposta, el còrtex cingulat anterior dorsal anterior participa en l'avaluació de la resposta, decidint si la resposta de la persona era correcta o incorrecta. L'activitat d'aquesta regió augmenta quan la probabilitat d'error és més alta.
L'activitat de qualsevol de les àrees implicades en aquest model depèn de l'eficiència de les àrees prèvies. Si el còrtex prefrontal dorsolateral imposa molt control sobre la resposta, el còrtex cingulat anterior requerirà menys activitat.
Un treball recent que ha utilitzat diferències en l'estil cognitiu individual ha mostrat suport per a aquest model. Els investigadors van tenir als participants en una versió auditiva completa de la tasca Stroop, en la qual calia atendre la ubicació o el significat semàntic d'una paraula direccional. Els participants que tenien un fort biaix cap a la informació espacial o semàntica (diferents estils cognitius) es van reclutar per participar en la tasca. Com es preveia, els participants que tenien un fort biaix cap a la informació espacial tenien més dificultats per parar atenció a la informació semàntica i van provocar un augment de l'activitat electrofisiològica de l'escorça cingulada anterior. També es va trobar un patró d'activitat similar per als participants que tenien un fort biaix cap a la informació verbal quan intentaven atendre informació espacial.

## Avaluació
L'avaluació de les funcions executives consisteix en reunir dades de diverses fonts i sintetitzar la informació per cercar tendències i patrons al llarg del temps. A part de les proves neuropsicològiques estandarditzades, es poden i s'han d'utilitzar altres mesures, com ara llistes de revisió de la conducta, observacions, entrevistes i mostres de treball. A partir d'això es poden extreure conclusions sobre l'ús de funcions executives.
Hi ha diversos tipus d'instruments (per exemple, autoinformes basats en el rendiment) que mesuren les funcions executives al llarg del desenvolupament. Aquestes avaluacions poden servir per a establir un diagnòstic per a diverses poblacions clíniques.
Algunes de les proves neuropsicològiques i qüestionaris més utilitzats per avaluar les funcions executives són els següents:
- Behavior Rating Inventory of Executive Function (BRIEF)
- Continuous Performance Test (CPT)
- Controlled Oral Word Association Test (COWAT)
- Test d'atenció D2
- Iowa gambling task
- Paced Auditory Serial Addition Test (PASAT)
- Rey-Osterrieth Complex Figure
- Stroop task
- Tower of London Test
- Trail-Making Test (TMT)
- Wisconsin Card Sorting Test (WCST)

## Evidències experimentals
El sistema executiu ha estat tradicionalment força difícil de definir, principalment a causa del que el psicòleg Paul W. Burgess denomina falta de "correspondència procés-conducta". És a dir, no hi ha cap conducta que pugui en si mateixa estar lligada a una funció executiva ni tampoc a una disfunció executiva. Per exemple, és força obvi què no poden fer els pacients amb deficiències de lectura, però no és tan obvi què podrien ser incapaços de fer els pacients amb problemes executius.
Això es deu principalment a la naturalesa del propi sistema executiu. Aquest s'ocupa principalment de la coordinació dinàmica i "en línia" dels recursos cognitius i, per tant, el seu efecte només es pot observar mitjançant la mesura d'altres processos cognitius. De manera similar, no sempre es compromet plenament fora de les situacions quotidianes. Segons el neuròleg Antonio Damasio, un pacient amb problemes executius greus en el seu dia a dia podria superar proves de paper i llapis o proves de laboratori.
Les teories del sistema executiu van ser impulsades en gran manera per observacions de pacients que havien patit danys al lòbul frontal. Exhibien accions i estratègies desorganitzades per a tasques quotidianes (un grup de conductes que ara es coneixen com a síndrome disexecutiu) tot i que mostraven un rendiment normal quan s'utilitzaven proves clíniques o de laboratori per avaluar funcions cognitives més fonamentals com la memòria, l'aprenentatge, el llenguatge i el raonament. Es va plantejar la hipòtesi que, per explicar aquesta conducta inusual, hi havia d'haver un sistema general que coordinés altres recursos cognitius.
Bona part de l'evidència experimental de les estructures neuronals implicades en funcions executives prové de tasques de laboratori com la tasca Stroop o la tasca de classificació de targetes de Wisconsin (WCST). En la tasca Stroop, per exemple, es demana als subjectes que anomenin el color en què s'imprimeixen les paraules de colors quan el color de la tinta i el significat de la paraula entren en conflicte (per exemple, la paraula "VERMELL" amb tinta verda). Es necessiten funcions executives per dur a terme aquesta tasca, ja que s'ha d'inhibir una conducta relativament habitual i automàtica (lectura de paraules) a favor d'una conducta menys practicada: anomenar el color de la tinta. Estudis de neuroimatge funcional recents han demostrat que dues parts del CPF, el còrtex cingulat anterior i el còrtex dorsolateral prefrontal, semblen especialment importants per a acomplir aquesta tasca.

### Sensibilitat al context de les neurones del CPF
Una altra evidència de la implicació del CPF en funcions executives prové d'estudis d'electrofisiologia monocel·lulars en primats no humans, com el mico macaco, que han demostrat que (a diferència de les cèl·lules del cervell posterior) moltes neurones del CPF són sensibles a una conjunció d'un estímul i d'un context. Per exemple, les cèl·lules del CPF podrien respondre a un senyal verd en una condició en què aquest senyal indica que s'hauria de fer un moviment ràpid cap a l'esquerra dels ulls i del cap, però no a un senyal verd en un altre context experimental. Això és important, perquè el desplegament òptim de les funcions executives depèn sempre del context.
Un exemple de Miller i Cohen consisteix en un vianant que travessa el carrer. Als Estats Units, on els cotxes condueixen per la part dreta de la carretera, una persona aprèn a mirar cap a l'esquerra en creuar el carrer. Tanmateix, si aquesta persona visita un país on els cotxes condueixen per l'esquerra, com ara el Regne Unit, caldria un comportament contrari (mirar cap a la dreta). En aquest cas, cal suprimir la resposta automàtica i les funcions executives han de fer que l'americà miri a la dreta mentre es troba al Regne Unit.
Neurològicament, aquest repertori conductual requereix clarament un sistema neuronal capaç d'integrar l'estímul (la carretera) amb un context (EUA o Regne Unit) per realitzar una conducta (mirar cap a l'esquerra o mirar cap a la dreta). Les evidències actuals suggereixen que les neurones del CPF semblen representar precisament aquest tipus d'informació.  Altres evidències de l'electrofisiologia unicel·lular en micos impliquen el CPF ventrolateral (convexitat prefrontal inferior) en el control de les respostes motrius. Per exemple, s'han identificat cèl·lules que s'activen a més velocitat davant de senyals NoGo, així com als senyals de "no mireu allà!"

### Biaix atencional en regions sensorials
Els estudis d'electrofisiologia i neuroimatge funcionals amb subjectes humans s'han utilitzat per descriure els mecanismes neuronals subjacents al biaix atencional. La majoria d'estudis han buscat l'activació als “llocs” de biaix, com per exemple als còrtexs visuals o auditius. Els primers estudis van emprar potencials relacionats amb esdeveniments per revelar que les respostes elèctriques del cervell registrades al còrtex visual esquerre i dret augmenten quan se li demana al subjecte que atengui el costat adequat (contralateral) de l'espai.
L'arribada de tècniques de neuroimatge basades en fluxos de sang com la imatge per ressonància magnètica funcional (RMf) i la tomografia per emissió de positrons (PET) ha permès més recentment demostrar que l'activitat neuronal en diverses regions sensorials, incloses les regions de l'escorça visual sensibles al color, el moviment i la percepció facial, augmenta quan es dirigeix als subjectes a atendre aquesta dimensió d'un estímul, cosa que suggereix el control del guany en el neocòrtex sensorial. Per exemple, en un estudi clàssic, Liu i altres van presentar als subjectes matrius de punts que es desplaçaven a l'esquerra o a la dreta, de color en vermell o verd. Precedent a cada estímul, una instrucció indicà si els subjectes havien de respondre en funció del color o de la direcció dels punts. Tot i que el color i el moviment estaven presents a totes les matrius d'estímuls, l'activitat de la RMf de les regions sensibles al color (V4) va augmentar quan es va instruir als subjectes que atenguessin el color, i l'activitat a les regions sensibles al moviment es va incrementar quan els subjectes havien d'atendre la direcció del moviment. Diversos estudis també han trobat evidència del senyal de biaix previ a l'aparició d'estímuls, amb l'observació que les regions del còrtex frontal solen activar-se abans de l'aparició d'un estímul previst.

### Connectivitat entre les regions sensorials i el CPF
Malgrat la creixent acceptació del model de "biaix" de les funcions executives, l'evidència directa de la connectivitat funcional entre el CPF i les regions sensorials quan s'utilitzen funcions executives, és fins ara més aviat escassa. De fet, l'única evidència directa prové d'estudis en què una part de l'escorça frontal es troba malmesa i s'observa un efecte corresponent lluny del lloc de la lesió a les respostes de les neurones sensorials. Tot i això, pocs estudis han explorat si aquest efecte és específic per a situacions en què calen funcions executives. Altres mètodes per mesurar la connectivitat entre regions cerebrals llunyanes, com la correlació en la resposta de la RMf, han aportat evidències indirectes que el còrtex frontal i les regions sensorials es comuniquen durant diversos processos pensats per a utilitzar funcions executives, com la memòria de treball, però cal més recerca per establir com flueix la informació entre el CPF i la resta del cervell quan s'utilitzen funcions executives. Com a pas precoç en aquesta direcció, un estudi amb RMf sobre el flux de processament d'informació durant el raonament viso-espacial ha proporcionat evidència d'associacions causals (inferides de l'ordre temporal d'activitat) entre l'activitat sensorial a les escorces occipital i parietal i l'activitat al CPF posterior i anterior. Aquests enfocaments poden dilucidar encara més la distribució del processament entre les funcions executives al CPF i la resta del cervell.

### Bilingüisme i funcions executives
Un creixent grup de recerca demostra que els bilingües poden mostrar avantatges en les funcions executives, específicament el control inhibitori i el canvi de tasques. Una possible explicació és que parlar dos idiomes requereix controlar l'atenció i triar l'idioma correcte per parlar. Al llarg del desenvolupament, els infants, nens més grans, i gent gran bilingües mostren un avantatge quan es tracta del funcionament executiu. L'avantatge no sembla manifestar-se en adults joves. Els bilingües bimodals, o persones que parlen una llengua oral i una llengua de signes, tampoc no demostren aquest avantatge en les tasques de funcionament executiu. Això pot ser degut a que no cal inhibir activament una llengua per parlar l'altra. Els individus bilingües també semblen tenir un avantatge en una àrea coneguda com a processament de conflictes, que s'activa quan hi ha múltiples representacions d'una resposta particular (per exemple, una paraula en un idioma i la seva traducció en l'altra llengua). Concretament, s'ha demostrat que el còrtex prefrontal lateral està involucrat en el processament de conflictes. Tot i això, encara hi ha alguns dubtes. En una revisió metaanalítica, els investigadors van concloure que el bilingüisme no millorava el funcionament executiu en adults.

## En malalties o trastorns
L'estudi de la funció executiva en la malaltia de Parkinson suggereix que les àrees subcorticals com l'amígdala, l'hipocamp i els ganglis basals són importants en aquests processos. La modulació de dopamina de l'escorça prefrontal és responsable de l'eficàcia dels fàrmacs dopaminèrgics en les funcions executives i dona lloc a la corba de Yerkes Dodson. La U invertida representa una disminució del funcionament executiu tant amb una sobreexcitació (o augment de la liberació de catecolamina durant l'estrès) com amb una infraexcitació. El polimorfisme de baixa activitat de la Catecol-O-metiltransferasa està associat a un lleuger augment del rendiment en tasques de funció executiva en persones sanes. Les funcions executives es veuen afectades en múltiples trastorns, com ara trastorn d'ansietat, el trastorn depressiu major, el trastorn bipolar, el trastorn per dèficit d'atenció amb hiperactivitat, l'esquizofrènia i l'autisme. Les lesions de l'escorça prefrontal, com en el cas de Phineas Gage, també poden donar lloc a dèficits de funció executiva. Els danys en aquestes àrees també es poden manifestar en dèficits d'altres funcions, com la motivació i les habilitats socials.

## Direccions futures
S'han descrit altres evidències importants per als processos de funcions executives a l'escorça prefrontal. Un article de revisió àmpliament citat posa èmfasi en el paper de la part medial del CPF en situacions en què és probable que hi participin funcions executives (per exemple, on és important detectar errors, identificar situacions en què hi poden haver estímuls en conflicte, prendre decisions sota incerteses, o quan es detecta una probabilitat reduïda d'obtenir resultats favorables). Aquesta revisió, com moltes altres, posa en relleu les interaccions entre el CPF medial i lateral, de manera que el còrtex frontal medial posterior indica la necessitat d'augmentar les funcions executives i envia aquest senyal a zones del còrtex prefrontal dorsolateral que en última instància implementen control. Tot i això, no hi ha cap evidència convincent que aquesta visió sigui correcta, i, de fet, un article demostrava que els pacients amb danys del CPF lateral havien reduït els ERNs (un signe putatiu de la supervisió d'errors dorsomedial) suggerint que, si es dona, la direcció del flux del control seria en sentit invers. Una altra teoria destacada posa èmfasi en les interaccions al llarg de l'eix perpendicular de l'escorça frontal, argumentant que una "cascada" d'interaccions entre el CPF anterior, el CPF dorsolateral i còrtex premotor guia la conducta d'acord amb el context previ, el context present i les associacions sensoriomotores actuals, respectivament.
Els avenços en tècniques de neuroimatge han permès estudiar relacions genètiques amb funcions executives, amb l'objectiu d'utilitzar les tècniques d'imatge com a endofenotips possibles per descobrir les causes genètiques del funcionament executiu.
Cal més recerca per desenvolupar intervencions que puguin millorar les funcions executives i ajudar les persones a generalitzar aquestes habilitats a les activitats i planificacions diàries